# Witalij Pietrakow
Witalij Aleksandrowicz Pietrakow (ros. Виталий Александрович Петраков, ur. 10 grudnia 1954 w Tule) – radziecki kolarz torowy, dwukrotny medalista olimpijski oraz czterokrotny medalista mistrzostw świata.

## Kariera
Pierwszy sukces w karierze Witalij Pietrakow osiągnął w 1975 roku, kiedy wspólnie z Wiktorem Sokołowem, Aleksandrem Pierowem i Władimirem Osokinem zdobył srebrny medal w drużynowym wyścigu na dochodzenie amatorów podczas torowych mistrzostw świata w Liège. Drużynowo srebrne medale zdobył także podczas mistrzostw świata w Monachium (1978), mistrzostw w Amsterdamie (1979) oraz mistrzostw w Brnie (1981). W 1976 roku Pietrakow wystartował na igrzyskach olimpijskich w Montrealu, gdzie razem z Pierowem, Osokinem  i Sokołowem zdobył srebrny medal olimpijski. Na rozgrywanych cztery lata później igrzyskach olimpijskich w Moskwie reprezentanci ZSRR w składzie: Walerij Mowczan, Władimir Osokin, Witalij Pietrakow, Aleksandr Krasnow i Wiktor Manakow zdobyli drużynowo złoty medal, na obu igrzyskach Witalij nie startował w zawodach indywidualnych. Ponadto trzykrotnie był mistrzem ZSRR w indywidualnym wyścigu na dochodzenie, zwyciężał także w zawodach cyklu Six Days.